# Nikolai Ivànovitx Kuznetsov
Nikolai Ivànovitx Kuznetsov (en rus: Николай Иванович Кузнецов) (27 de juliol de 1911 - 9 de març de 1944), va ser un agent d'intel·ligència soviètic i guerriller que va operar en la Ucraïna ocupada durant la Segona Guerra Mundial, principalment sota el pseudònim Gratxev.

## Biografia
Va néixer en una família camperola a prop de Iekaterinburg. Tenia talent pels idiomes, i va aprendre l'alemany, l'esperanto, el polonès i l'ucraïnès. El 1938 Kuznetsov va anar a Moscou, on va ser reclutat per l'NKVD. En començar la Segona Guerra Mundial, Kuznetsov va demanar ser enviat les guerrilles que operaven a la Ucraïna ocupada. Va participar en diverses operacions incloent l'assassinat i segrest de diversos alts oficials alemanys a la zona de Rivne i Lviv. Kuznetsov va ser un dels primers oficials d'intel·ligència soviètics que va descobrir els plans alemanys d'ofensiva a Kursk i plans de Hitler d'assassinar als líders aliats en la conferència de Teheran el 1943.
El 8 de març de 1944 va morir a prop de Lviv en un combat amb membres de l'Exèrcit Insurgent Ucraïnès, que el van prendre per un oficial alemany, ja que en duia l'uniforme. La versió de soviètica va ser que en ser capturat pels nacionalistes, i atesa la seva situació, se suïcidà amb una granada, matant també els seus captors. Una altra versió és que va ser executat pels nacionalistes.
Nikolai Ivànovitx Kuznetsov va ser condecorat pòstumament amb el títol d'Heroi de la Unió Soviètica. Les seves restes descansen avui al Turó de la Glòria a Lviv.

## Condecoracions
- Heroi de la Unió Soviètica
- Orde de Lenin (2)
- Medalla dels Partisans